# 大阪府道106号吉野下田尻線
大阪府道106号吉野下田尻線（おおさかふどう106ごう よしのしもたじりせん）は、大阪府豊能郡能勢町を通る一般府道である。

## 概要
豊能郡能勢町吉野から豊能郡能勢町下田尻に至る。全区間で往復2車線、路面も安定している。

### 路線データ
- 起点：大阪府豊能郡能勢町吉野（奥田橋交差点、国道477号交点）
- 終点：大阪府豊能郡能勢町下田尻（大阪府道・兵庫県道604号野間出野一庫線交点）
- 総延長：8.0 km

## 歴史
- 1959年（昭和34年）12月1日 - 路線認定。

## 路線状況

### 道路施設

#### 橋梁
- 奥田橋（田尻川、豊能郡能勢町）
- 小和田橋（小和田川、豊能郡能勢町）
- 名月新橋（名月川、豊能郡能勢町）
- 繁野橋（田尻川、豊能郡能勢町）

## 地理

### 通過する自治体
- 大阪府
  - 豊能郡能勢町

### 交差する道路
| 交差する道路                          | 交差する場所 | 交差する場所        |
| ------------------------------------- | ------------ | ------------------- |
| 国道477号                             | 吉野         | 奥田橋交差点 / 起点 |
| 京都府道・大阪府道732号亀岡能勢線     | 倉垣         | 清正公前交差点      |
| 大阪府道4号茨木能勢線                 | 下田尻       | 田尻交差点          |
| 能勢町道野間出野下田尻線              | 下田尻       |                     |
| 大阪府道・兵庫県道604号野間出野一庫線 | 下田尻       | 終点                |

### 沿線
- 豊能警察署 歌垣駐在所
- 清正公堂
- 大阪府立能勢高等学校
- 能勢町立田尻小学校